# 太陽帶

太陽帶大致範圍

太陽帶（英語：Sun Belt，又譯陽光地帶）是美国的一個地理區域，一般認為貫穿美國南部和西南部。另一較為粗略的定義是北緯36度線以南的地區。
自1960年代以來，太陽帶人口大幅增長，這是由於大量居民追求溫暖、陽光明媚的氣候，退休的嬰兒潮一代激增，以及經濟機會的增長。空調的出現創造了更加舒適的夏季條件，並允許更多的製造業和工業企業進入太陽帶。由於太陽帶中的多數建築較新，房屋風格和設計通常是現代而開放的。太陽帶的休閒娛樂的時機通常並局限於一個季節，許多旅遊和度假城市，例如聖地牙哥、洛杉矶、拉斯维加斯、鳳凰城、新奥尔良、奥兰多和迈阿密全年都有接待遊客的條件。
這些地區在過去農業發達，近年石油和電子產業快速發展。除了經濟之外，在政治上也發展為重要地區。加上氣候溫暖適合居住，也有很多來自美國北部的人移居這裡。太陽地帶的人口增長速度也高於美國平均值。

## 州份
太陽帶包括以下州：
- 亚拉巴马州
- 亞利桑那州
- 阿肯色州
- 加利福尼亚州
- 科羅拉多州
- 佛罗里达州
- 喬治亞州
- 堪薩斯州
- 路易斯安那州
- 密西西比州
- 内华达州
- 新墨西哥州
- 北卡罗来纳州
- 奧克拉荷馬州
- 南卡罗来纳州
- 德克萨斯州
- 田纳西州
- 犹他州

## 主要城市
| 州           | 城市 |
| ------------ | --- |
| 亚拉巴马州   | 伯明翰、亨茨维尔、莫比尔、蒙哥马利、塔斯卡卢萨 |
| 加利福尼亚州 | 安那翰、贝克斯菲尔德、弗雷斯诺、長灘、洛杉矶、奥克兰、里弗赛德、沙加緬度、聖貝納迪諾、聖地牙哥、聖荷西、旧金山、斯托克顿                                       |
| 科羅拉多州   | 奥罗拉、波德、罗克堡、丹佛、杜兰戈、科林斯堡、大章克申、普韋布洛、科罗拉多斯普林斯                                                                             |
| 内华达州     | 雷諾、拉斯维加斯、亨德森、北拉斯維加斯、天堂市、太阳、日出庄园、恩特普赖斯                                                                                     |
| 亞利桑那州   | 鳳凰城、图森、梅薩、钱德勒、格蘭岱爾、斯科茨代爾、吉尔伯特、坦佩、皮奧里亞、瑟普赖斯、尤馬、普雷斯科特、弗拉格斯塔夫、诺加利斯                                 |
| 阿肯色州     | 费耶特维尔、小岩城 |
| 新墨西哥州   | 阿布奎基、拉斯克鲁塞斯、里奥兰珠、圣菲 |
| 德克萨斯州   | 阿馬里洛、阿灵顿、奧斯汀、博蒙特、布朗斯維爾、科珀斯克里斯蒂、達拉斯、艾爾帕索、沃斯堡、弗里斯科、加蘭、休斯敦、歐文、拉雷多、拉伯克、普莱诺、韋科、圣安东尼奥 |
| 路易斯安那州 | 亚历山德里亚、巴吞鲁日、波西尔城、肯纳、拉法葉、莱克查尔斯、梅泰里、门罗、新奥尔良、什里夫波特                                                                 |
| 密西西比州   | 杰克逊、图珀洛、默爾迪恩、格尔夫波特、南海文、哈蒂斯堡 |
| 喬治亞州     | 亚特兰大、雅典、奥古斯塔、哥伦布、梅肯、 薩凡納 |
| 犹他州       | 圣乔治、盐湖城 |
| 佛罗里达州   | 開普科勒爾、劳德代尔堡、蓋恩斯維爾、杰克逊维尔、迈阿密、奥兰多、聖彼德斯堡、萨拉索塔、塔拉赫西、坦帕、西棕榈滩                                                 |
| 夏威夷州     | 檀香山 |
| 北卡罗来纳州 | 阿什维尔、夏洛特、格林斯伯勒、罗利、教堂山、卡瑞、溫斯頓-撒冷、德罕、卡勃羅、費耶特維爾、威尔明顿、外灘群島                                                    |
| 俄克拉荷馬州 | 塔爾薩、劳顿、俄克拉荷馬市 |
| 南卡罗来纳州 | 查尔斯顿、哥伦比亚、格林维尔、默特尔比奇 |
| 弗吉尼亚州   | 切萨皮克、紐波特紐斯、諾福克、維珍尼亞海灘 |

## 氣候
太陽帶內存在多種不同的氣候：
- 沙漠气候/半干旱气候：加利福尼亚州、内华达州、亞利桑那州、新墨西哥州、犹他州、德克萨斯州
- 地中海式气候：加利福尼亚州
- 副热带湿润气候：佛罗里达州、喬治亞州、南卡罗来纳州、北卡罗来纳州、德克萨斯州、路易斯安那州、密西西比州、亚拉巴马州、阿肯色州、田纳西州
- 熱帶氣候：南佛罗里达

## 環境
該地區內的環境不僅對地方和州政府，而且對聯邦政府來說都是極有價值的。十個州中的八個擁有極高的生物多樣性（範圍從3,800至6,700種，不包括海洋生物）。太陽帶也擁有最多的獨特生態系統：浓密常绿阔叶灌丛、落葉林、荒漠、草原、溫帶雨林，以及热带雨林。

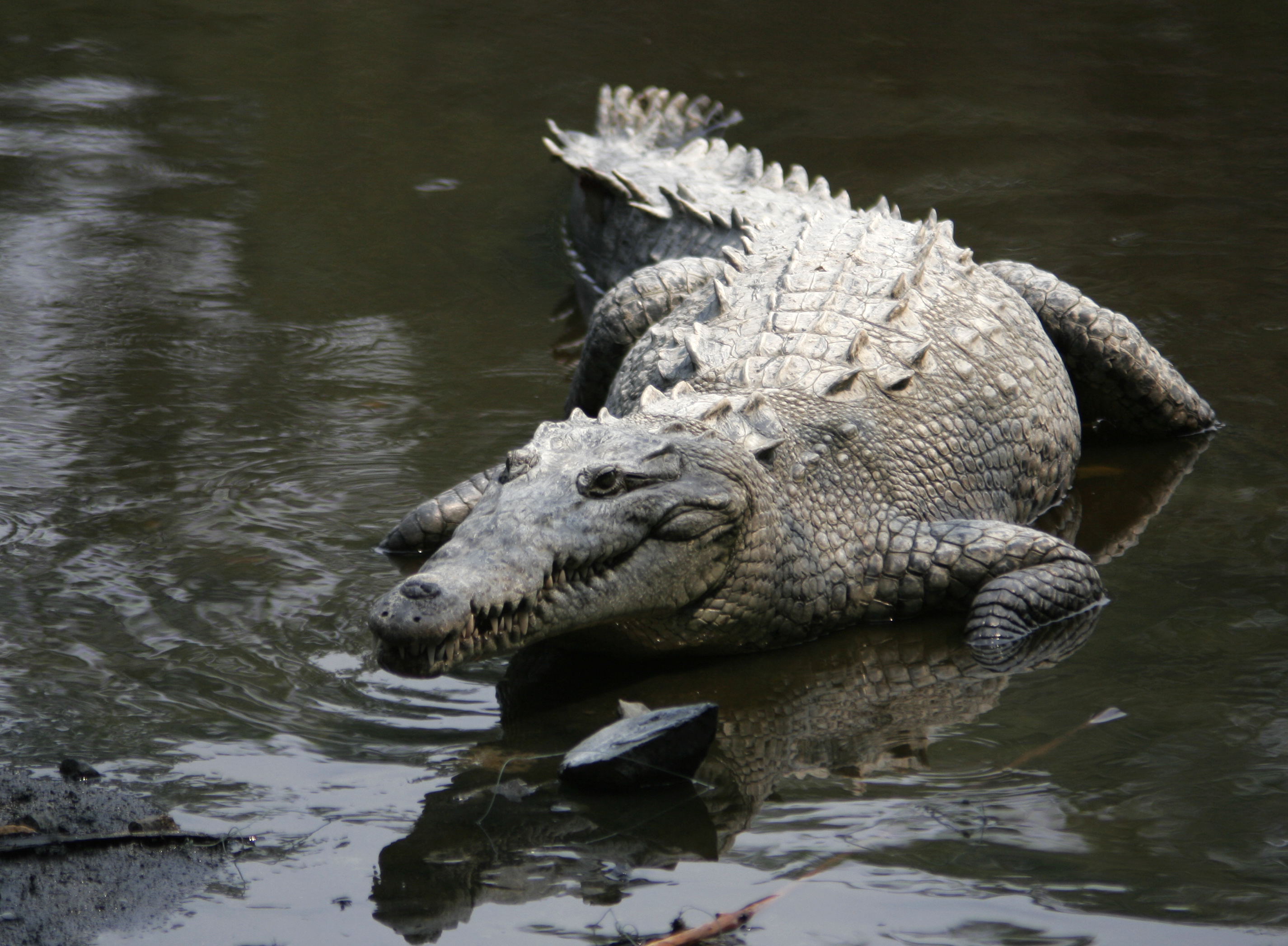
美洲鱷，僅在佛羅里達最南端的才有的脆弱物種

該帶內生活著一些瀕危物種，其中包括：
- 美洲鱷
- 黑顶莺雀（英语：Black-capped vireo）
- 加州神鷲
- 佛羅里達山獅
- 墨西哥狼
- 西印度海牛
- 美洲鶴
- 红顶啄木鸟
- 长叶松
- 红山脊口螈（英语：Red Hills salamander）
- 弗雷澤冷杉（英语：Fraser Fir）
- 巨杉